# Berardia lanuginosa
Berardia es un género monotípico de plantas con flores perteneciente a la familia de las asteráceas. Su única especie, Berardia lanuginosa, es una planta alpina originaria de los Alpes.

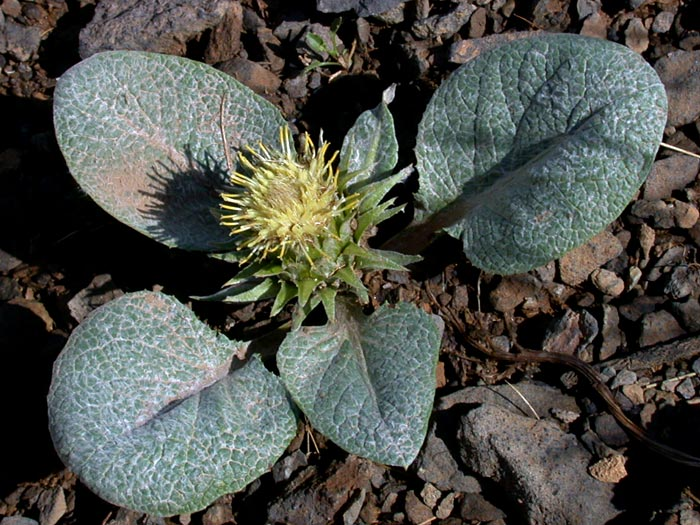
Vista de la planta

## Taxonomía
Berardia lanuginosa fue descrita por (Lam.) Fiori & Paol..
Sinonimia
- Arctium lanuginosum Lam.
- Berardia subacaulis Vill.
- Vilaria subacaulis Guett.[4]